# Liste der Monuments historiques in Ennetières-en-Weppes
Die Liste der Monuments historiques in Ennetières-en-Weppes führt die Monuments historiques in der französischen Gemeinde Ennetières-en-Weppes auf.

## Liste der Objekte
| Bezeichnung                                       | Beschreibung                             | Standort                | Kennzeichnung | Schutzstatus | Datum | Bild |
| ------------------------------------------------- | ---------------------------------------- | ----------------------- | ------------- | ------------ | ----- | ---- |
| Skulptur Notre-Dame de la Paix ou Sedes Sapientae | Holz, polychrom gefasst, 19. Jahrhundert | in der Kirche St-Martin | PM59008741    | Inscrit      | 1973  |      |
| Hauptaltar                                        | Marmor, 20. Jahrhundert                  | in der Kirche St-Martin | PM59008740    | Inscrit      | 1973  |      |